# Re 484
La Re 484 est une locomotive électrique construites par Bombardier Transport (type Traxx F140 MS), équipée du ZUB, Signum, RS 4 codici, SCMT, ETCS 2.
Selon la numérotation UIC, elles portent les numéros 91 85 4484 001 à 021.
Entre 2005 et 2007 ces locomotives sont louées à Trenitalia pour l'exploitation de l'EC entre la Suisse et l'Italie.
Durant cette période, elles reçurent une livrées gris et rouge "Cisalpino".
La Re 484 021 est la seule locomotive à avoir un nom de baptême : Gottardo.
Depuis le 8 janvier 2021, elles ont été transférées de CFF Cargo International à CFF Cargo pour une utilisation nationale, n’ont plus l’autorisation de rouler en Italie.